# Прохоров Геліан Михайлович
Геліа́н Миха́йлович Про́хоров (рос. Гелиан Михайлович Прохоров; 20.03.1936 — 01.09.2017) — учений літературознавець, історик, філолог. Доктор філологічних наук. Автор понад 300 наукових і публіцистичних праць. Заслужений діяч науки Російської Федерації (2008).
Закінчив з відзнакою історичний факультет Ленінградського державного університету (1965), аспірантуру Інституту російської літератури (1968).
Кандидатська дисертація: «Повесть о Митяе-Михаиле и ее литературная среда» (1968).
Докторська дисертація: «Памятники литературы византийско-русского общественного движения эпохи Куликовской битвы» (1977).
Православний вірянин.